# Août 1893

## Événements
- Arrivée à Luanda de Mary Kingsley. Elle explore une grande partie de l'ancien Congo français à son retour en Afrique en 1895.
- 6 - 12 août : IIIe congrès de l’Internationale socialiste à Zurich, au cours duquel la IIe Internationale décide d’expulser les anarchistes. Opposition quant à la tactique à adopter pour prendre le pouvoir : la priorité de l’action politique ne sera adoptée qu’au cours du IVe congrès, en 1896.
- 16 - 17 août : massacre des Italiens d'Aigues-Mortes.
- 20 août : premier tour des élections à la chambre.
- 24 août [1] : fondation de l'École polytechnique de São Paulo, au Brésil.

## Naissances
- 2 août : Régis Messac, écrivain français.
- 8 août : René Lefebvre, homme politique belge († 26 mars 1976).
- 15 août : Pierre Dac, humoriste et comédien français († 9 février 1975).
- 31 août : Lily Laskine, harpiste.

## Décès
- 5 août : Friedrich Wilhelm Adami, 77 ans, écrivain, dramaturge et critique de théâtre  allemand (° 18 octobre 1816).
- 7 août : Joseph-Guillaume Barthe, journaliste et politicien.
- 14 août : Alexander Strauch zoologiste russe (°  1832).
- 23 août : Michał Elwiro Andriolli, peintre, dessinateur et illustrateur polonais (° 1836).
- 28 août : Édouard Soudey, syndicaliste et militant socialiste puis boulangiste français (° 13 février 1863).